# Marcel Sembat
Marcel Sembat (Bonnières-sur-Seine, 1862 – Chamonix-Mont-Blanc, 5 settembre 1922) è stato un giornalista e politico francese.
Si dedicò al giornalismo dopo gli studi di giurisprudenza. Ricoprì la carica di direttore per diversi giornali, tra cui L'Humanité fondata da Jean Jaurès.
Aderente al socialismo, nel 1893 fu eletto deputato per il XVIII arrondissement di Parigi. Nel 1914 fu nominato ministro dei lavori pubblici nel governo presieduto da Viviani. Al Congresso di Tours del 1920 sostenne la posizione di Blum, che voleva rimanere fedele alla tradizione socialista e rifiutava l'adesione alla Terza Internazionale.
Massone, iniziato il 12 luglio 1891 nella loggia La Fidelité della Grande Loggia di Francia a Lilla, ne uscì nel 1909, dopo aver aderito nel febbraio del 1898 al Grande Oriente di Francia. Fu tra i fondatori della loggia di Montmartre La Raison e in seguito fu vice-presidente del Consiglio dell'Ordine del Grande Oriente di Francia.
A lui è intitolata la piazza della città di Boulogne-Billancourt da cui prende nome l'omonima stazione della metropolitana di Parigi.